# NGC 395
NGC 395 ist ein offener Sternhaufen in einem Emissionsnebel in der Kleinen Magellanschen Wolke im Sternbild Tukan.
NGC 395 wurde am 1. August 1826 von dem schottischen Astronomen James Dunlop entdeckt.